# FB Gulbene
Le FB Gulbene est un club letton de football basé à Gulbene.

## Histoire
En 2014-2015, le club évolue en première division avant d'en être exclu en cours de saison à la suite de soupçons de matchs truqués.